# Neurostrota brunnea
Neurostrota brunnea är en fjärilsart som beskrevs av Landry 2006. Neurostrota brunnea ingår i släktet Neurostrota och familjen styltmalar.
Artens utbredningsområde är Ecuador. Inga underarter finns listade i Catalogue of Life.